# Municipio de Fayette (Ohio)
El municipio de Fayette (en inglés: Fayette Township) es un municipio ubicado en el condado de Lawrence en el estado estadounidense de Ohio. En el año 2010 tenía una población de 9194 habitantes y una densidad poblacional de 128 personas por km².

## Geografía
El municipio de Fayette se encuentra ubicado en las coordenadas 38°26′51″N 82°31′50″O / 38.44750, -82.53056. Según la Oficina del Censo de los Estados Unidos, el municipio tiene una superficie total de 71.83 km², de la cual 71.03 km² corresponden a tierra firme y (1.11%) 0.8 km² es agua.

## Demografía
Según el censo de 2010, había 9194 personas residiendo en el municipio de Fayette. La densidad de población era de 128 hab./km². De los 9194 habitantes, el municipio de Fayette estaba compuesto por el 93.47% blancos, el 4.06% eran afroamericanos, el 0.27% eran amerindios, el 0.35% eran asiáticos, el 0.01% eran isleños del Pacífico, el 0.35% eran de otras razas y el 1.49% pertenecían a dos o más razas. Del total de la población el 0.83% eran hispanos o latinos de cualquier raza.